# Blokkeringswet
Een blokkeringswet, of in de Europese Unie een blokkeringsverordening is een wet of een verordening van een jurisdictie die bedoeld is om de toepassing van een wet van een buitenlandse jurisdictie te verhinderen.
Een Europese blokkeringsverordening beoogt bedrijven tegen de gevolgen van onrechtmatig geachte (extraterritoriale) sancties te beschermen, en buitenlandse gerechtelijke uitspraken die de sancties toch afdwingen, niet te erkennen. Tegelijk verbiedt zo’n verordening diezelfde bedrijven de sancties te volgen. Internationale bedrijven kunnen daardoor juridisch in een dilemma terechtkomen.
In de praktijk is de maatregel vooral toegepast tegen de extraterritoriale sancties van de Verenigde Staten, die de grote meerderheid van de sedert 1945 uitgevaardigde sancties instelde.

## Geschiedenis
Een eerste aanzet kwam er in 1996, toen de Europese Unie een blokkeringsverordening opstelde om de gevolgen van het handelsembargo van de VS tegen Cuba en de sancties tegen Iran en Libië, teniet te doen. De verordening van 1996 werd niet uitgevoerd, omdat de meningsverschillen met de VS op een andere manier werden opgelost.
Toen de VS zich in mei 2018 terugtrok uit de JCPOA, een internationale overeenkomst die handel toestond als Iran zijn nucleair programma zou inperken, en opnieuw sancties tegen Iran instelde, kondigde de Europese Commissie op 17 mei 2018 aan van plan te zijn de verordening van 1996 te hernieuwen om de Amerikaanse sancties tegen Iran in Europa nietig te verklaren en Europese burgers en bedrijven te verbieden zich eraan te houden. De commissie gaf de Europese Investeringsbank ook de opdracht om investeringen van Europese bedrijven in Iran te vergemakkelijken. De hernieuwing werd effectief met de Gedelegeerde Verordening (EU) 2018/1100 van de Commissie van 6 juni 2018, die op 7 augustus 2018 inging.
Politieke waarnemers beschouwden de EU-blokkeringsverordening als "meer een politiek wapen dan een verordening", omdat de regels van de verordening "vaag en moeilijk te handhaven" waren.